# Бірмінгемський металурійний завод «Sloss Furnaces»

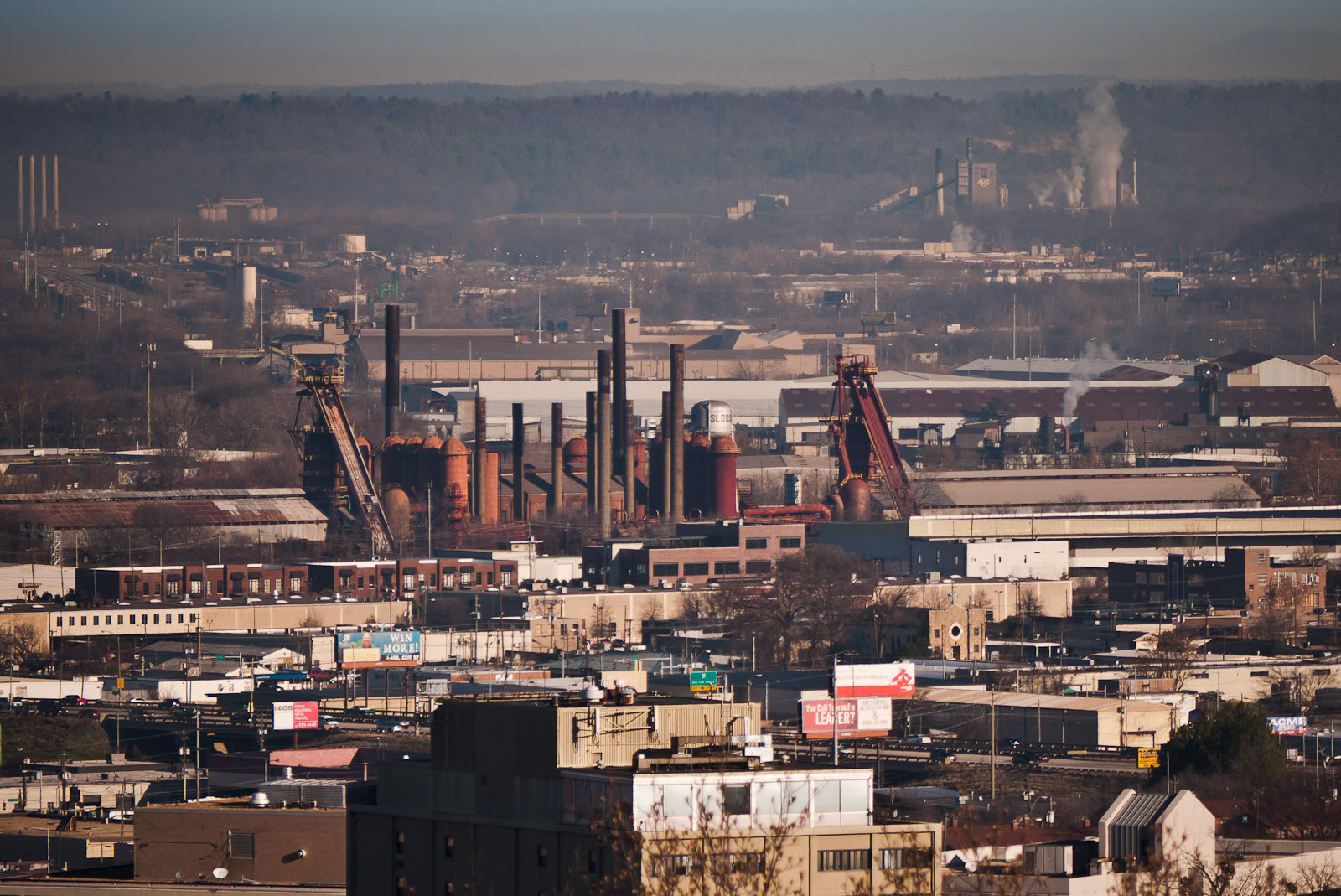
Колишній металургійний завод у місті Бірмінгем.

Sloss Furnaces — колишній металургійний завод у місті Бірмінгем штату Алабама. Завод почав роботу 1882 року і був закритий 1971 року. Він відіграв помітну роль в історії міста Бірмінгем і перетворенні його на значний промисловий центр США. З 1981 року є Національним історичним пам'ятником США. Своєрідний музей промисловості. Після закриття став одним з перших промислових об'єктів США, збережених для масового відвідування.

## Історія

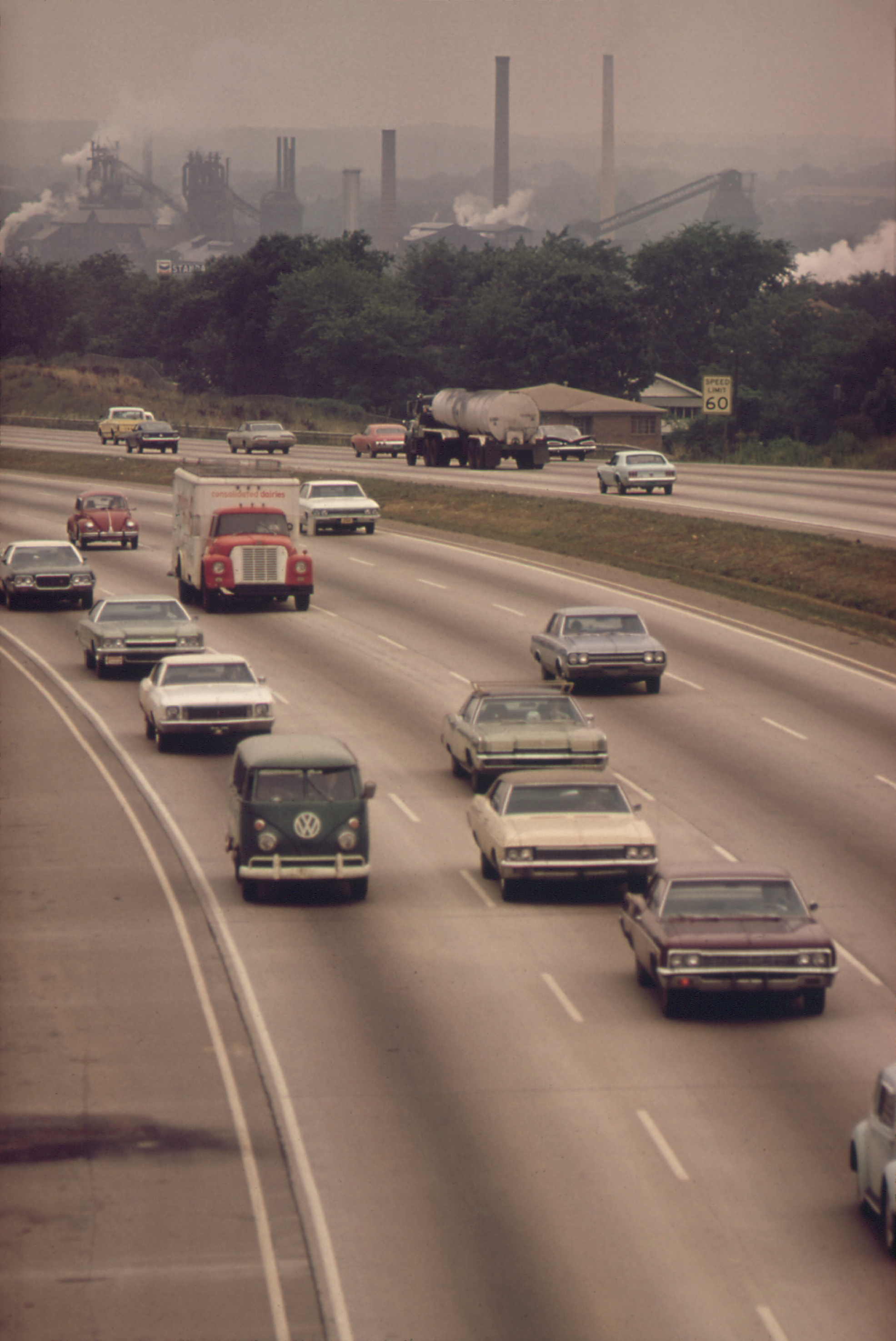
Смог навколо заводу у 1972 році.

У 1880 році американський промисловець Джеймс Вітерс Слосс, який був співвласником вугільної компанії Pratt Coke and Coal Company у місті Бірмінгем, заснував свою власну компанію Sloss Furnace Company і почав споруджувати перші у місті Бірмінгем доменні печі. Було збудовано дві доменних печі по 18 метрів заввишки. Перша доменна піч була задута у квітні 1882 року. На заводі Слосса отримували відносно якісний чавун, який 1883 року отримав бронзову медаль на Південній виставці у місті Луїсвілл, Це була щорічна всесвітня виставка-ярмарок, що відбувалася у 1883—1887 роках. (англ. Southern Exposition).
1886 року Слосс відійшов від справ і продав компанію. З 1899 року компанія носила назву Sloss-Sheffield Steel and Iron Company. На початку XX століття на заводі відбулася модернізація, 1902 року були установлені нові повітродувки, у 1906 і 1914 роках були установлені нові парові котли. Між 1927 і 1931 роками були збудовані цілком нові доменні печі з сучасним на той час устаткуванням. Після реконструкції заводу і шахт, що належали компанії, Sloss-Sheffield стала другим найбільшим виробником чавуну у своєму регіоні і одним з найбільших виробників чавуну у США.
1952 року завод придбала компанія U.S. Pipe and Foundry Company, а через 17 років, 1969-го, вона продала завод іншій компанії — Jim Walter Corp. Протягом 1950-х і 1960-х років завод був одним зі значних факторів забруднення навколишнього середовища. Цей факт, а також перехід на виплавку чавуну з дорогої довізної руди через виснаження покладів навколо Бірмінгему стали причиною закриття заводу у 1971 році.

## Національний історичний пам'ятник США
1972 року завод було занесено до Національного реєстру історичних місць США.
Прихильники збереження заводу у ролі музею створили асоціацію Sloss Furnace Association, щоб зберегти завод від демонтажу і розбирання на металобрухт.
1981 року завод отримав статус Національного історичного пам'ятника США.